# Daubersbach
Daubersbach (fränkisch: Daubaschba) ist ein Gemeindeteil der Gemeinde Rügland im Landkreis Ansbach (Mittelfranken, Bayern). Daubersbach liegt in der Gemarkung Unternbibert.

## Geografie
Im Dorf entspringt der Mögelheubach, ein rechter Zufluss der Zenn. Südöstlich des Ortes liegt die Flur Winterleiten, 1 km nordwestlich liegt das Bergholz, 0,75 km südwestlich liegt das Weinskershölzl. Eine Gemeindeverbindungsstraße verläuft zur Staatsstraße 2245 (0,5 km südlich) bzw. zu einer anderen Gemeindeverbindungsstraße (1,75 km nordöstlich), die von Stöckach (0,6 km nördlich) nach Oberfeldbrecht führt (1,4 km südöstlich).

## Geschichte
Der Ort wurde 1296 im Rothenburger Ächtbuch als „Tauerspach“ erstmals urkundlich erwähnt. Das Bestimmungswort des Ortsnamens ist der Übername Duher (= der Schieber). Eine Person dieses Namens ist als Gründer dieser Siedlung anzunehmen. Ursprünglich übte die Deutschordenskommende Virnsberg das Herrschaftrecht aus. Es ist ein Kaufbrief aus dem Jahr 1345 erhalten, in dem Rapot von Kulsheim der Kommende Virnsberg den Ort samt Untertanen für 601 Pfund und 71⁄2 Schilling überließ. Während des Dreißigjährigen Krieges wurde der Ort vollständig zerstört und musste neu aufgebaut werden. 1732 wurde die heutige Form „Daubersbach“ erstmals bezeugt.
Gegen Ende des 18. Jahrhunderts gab es in Daubersbach 7 Anwesen und ein Gemeindehirtenhaus. Das Hochgericht und die Dorf- und Gemeindeherrschaft übte das Obervogteiamt Virnsberg aus. Grundherren waren das Obervogteiamt Virnsberg (1 Hof, 1 Dreiviertelhof, 2 Halbhöfe, 1 Gut) und  das brandenburg-ansbachischen Vogtamt Jochsberg (2 Güter).
Im Rahmen des Gemeindeedikts wurde Daubersbach dem 1808 gebildeten Steuerdistrikt Buch und der 1811 gegründeten Ruralgemeinde Buch zugeordnet. Am 1. Oktober 1821 wurde Daubersbach mit Fladengreuth und Kräft nach Unternbibert umgemeindet. Am 1. Januar 1977 wurde die Gemeinde Unternbibert im Zuge der Gebietsreform in Bayern nach Rügland eingemeindet.

## Einwohnerentwicklung
| Jahr      | 001818 | 001840 | 001861 | 001871 | 001885 | 001900 | 001925 | 001950 | 001961 | 001970 | 001987 | 002014 | 002021 |
| Einwohner | 69     | 73     | 67     | 72     | 72     | 56     | 50     | 68     | 66     | 40     | 38     | 56     | 50     |
| Häuser    | 10     | 10     |        |        | 12     | 13     | 7      | 11     | 10     |        | 11     |        |        |
| Quelle    | [ 13 ] | [ 14 ] | [ 15 ] | [ 16 ] | [ 17 ] | [ 18 ] | [ 19 ] | [ 20 ] | [ 21 ] | [ 22 ] | [ 23 ] |        | [ 1 ]  |

## Religion
Der Ort ist seit der Reformation evangelisch-lutherisch geprägt und nach St. Laurentius (Trautskirchen) gepfarrt. Die Einwohner römisch-katholischer Konfession sind nach Mariä Himmelfahrt (Sondernohe) gepfarrt.